# 前莊
前莊，一個自然村，位於中國江蘇宜興市周鐵鎮（原洋溪鎮）圩酿（宜興話），現在區劃為前莊居委会。
前莊與下邾街相鄰，緊鄰宜興到周鐵的公路，交通便利。